# Corpo rigido
In fisica, un corpo rigido è un oggetto materiale le cui parti sono soggette al vincolo di rigidità, ossia è un corpo che sia quando è fermo sia quando cambia posizione non si deforma mai. Dal punto di vista della teoria dell'elasticità un corpo è rigido se costituito da un materiale che ha modulo di Young teoricamente infinito.

## Descrizione
Il vincolo di rigidità è un vincolo di posizione bilaterale ed indipendente dal tempo; esso fa sì che le mutue distanze fra due punti qualunque del sistema restino invariate in ogni istante. Scelti due punti qualunque {\displaystyle P_{1}} e {\displaystyle P_{2}} appartenenti al corpo rigido e la loro distanza {\displaystyle d_{12}}, il vincolo di rigidità è analiticamente espresso dalla relazione:
{\displaystyle (x_{1}-x_{2})^{2}+(y_{1}-y_{2})^{2}+(z_{1}-z_{2})^{2}-d_{12}^{2}=0}
Affinché un sistema abbia un moto rigido è necessario e sufficiente che le velocità simultanee di due suoi punti qualsiasi abbiano la stessa componente lungo la loro congiungente, e questo deve essere vero per ogni coppia di punti del sistema.
Per descrivere lo spostamento rigido nello spazio occorrono 6 gradi di libertà, con tre componenti della traslazione e tre componenti della rotazione. Infatti, definita la "forma" del corpo rigido, ad ogni istante la sua posizione è individuabile da sei valori, come:
- tre coordinate di posizione di uno degli {\displaystyle N} punti del corpo rigido (in totale si hanno {\displaystyle 3N} coordinate), le altre {\displaystyle 3(N-1)} coordinate degli {\displaystyle (N-1)} punti del corpo rigido sono univocamente determinate dai vincoli;
- tre coseni direttori di rotazione intorno agli assi {\displaystyle x,\ y,\ z} solidali al corpo.

È inoltre utile, per semplicità, introdurre l’ipotesi di piccoli spostamenti, per cui si ha che {\displaystyle \sin \theta \simeq \theta }.
Il moto di un corpo rigido si definisce moto rigido piano quando, considerato un piano solidale al corpo e con giacitura iniziale {\displaystyle {\hat {n}}}, questo si mantiene durante il moto costantemente sovrapposto ad un piano fisso anch'esso di giacitura {\displaystyle {\hat {n}}}; ovvero tutti i punti appartenenti al corpo rigido seguono le stesse leggi temporali di moto su piani paralleli.
Due corpi rigidi vincolati a strisciare l'uno sull'altro su una superficie solidale ad entrambi si dicono costituire una coppia cinematica.

## Cinematica del corpo rigido
La traslazione di un corpo rigido si riconduce allo studio della cinematica dei sistemi, introducendo il concetto di centro di massa e considerando il corpo come un sistema continuo.
Dato un sistema di riferimento assoluto (o fisso) formato dalla terna di versori trirettangola levogira {\displaystyle \{\mathbf {e} _{1},\ \mathbf {e} _{2},\ \mathbf {e} _{3}\}} centrata in {\displaystyle O} e un sistema di riferimento solidale al corpo rigido con terna {\displaystyle \{\mathbf {e} _{1}',\ \mathbf {e} _{2}',\ \mathbf {e} _{3}'\}} centrata in {\displaystyle O\,'}, il moto di un corpo può essere descritto tenendo in conto due contributi distinti: quello dovuto alla sua traslazione e quello legato alla rotazione rispetto ad un asse passante per almeno un punto del corpo; esso infatti è perfettamente determinato dalla conoscenza della variazione lineare e di quella angolare del moto del corpo rispetto ad un punto generico dell'asse di rotazione. Lo spostamento assoluto {\displaystyle \mathbf {r} } di un generico punto {\displaystyle P} del corpo, la cui distanza da {\displaystyle \ O\,'} è indicata dal vettore {\displaystyle \mathbf {r} _{o}}, è dato da:
{\displaystyle \mathbf {r} =\mathbf {r} _{o}+\mathbf {\theta } \times \mathbf {r} }
dove {\displaystyle \theta } è il vettore angolo di rotazione, con direzione parallela all'asse di rotazione e verso dato dalla regola della vite. Esprimendo quest'ultima relazione sotto forma di sistema lineare si ha:
{\displaystyle \left\{{\begin{aligned}&x=x_{o}+\theta _{y}(z_{P}-z_{o})-\theta _{z}(y_{P}-y_{o})\\&y=y_{o}+\theta _{z}(x_{P}-x_{o})-\theta _{x}(z_{P}-z_{o})\\&z=z_{o}+\theta _{x}(y_{P}-y_{o})-\theta _{y}(x_{P}-x_{o})\\\end{aligned}}\right.}
Che può essere riscritta come relazione tensoriale:
{\displaystyle {\begin{pmatrix}x\\y\\z\\\end{pmatrix}}={\begin{pmatrix}x_{o}\\y_{o}\\z_{o}\\\end{pmatrix}}+\underbrace {\begin{bmatrix}0&-\theta _{z}&\theta _{y}\\\theta _{z}&0&-\theta _{x}\\-\theta _{y}&\theta _{x}&0\\\end{bmatrix}} _{\displaystyle {\mathbf {W} _{ij}}}\cdot {\begin{pmatrix}x_{p}-x_{o}\\y_{p}-y_{o}\\z_{p}-z_{o}\\\end{pmatrix}}\implies \mathbf {r} _{P}=\mathbf {r} _{o}+{\underline {\underline {\mathbf {W} }}}\cdot \mathbf {r} }
dove {\displaystyle \mathbf {W} _{ij}} è il tensore di rotazione rigida. La velocità di rotazione può essere definita attraverso il vettore velocità angolare:
{\displaystyle {\boldsymbol {\omega }}={\frac {\mathrm {d} {\boldsymbol {\theta }}}{\mathrm {d} t}}}
esso è diretto parallelamente all'asse di rotazione con verso definito dalla regola della vite. Allora la velocità di un punto qualsiasi del corpo rispetto all'asse di rotazione è:
{\displaystyle {\frac {\mathrm {d} \mathbf {r} }{\mathrm {d} t}}={\frac {\mathrm {d} }{\mathrm {d} t}}({\boldsymbol {\theta }}\times \mathbf {r} )={\frac {\mathrm {d} {\boldsymbol {\theta }}}{\mathrm {d} t}}\times \mathbf {r} ={\boldsymbol {\omega }}\times \mathbf {r} =\mathbf {v} _{\theta }}
La variazione della velocità angolare ci dice che un punto qualsiasi del corpo rispetto all'asse di rotazione subisce un'accelerazione angolare:
{\displaystyle {\boldsymbol {\alpha }}={\frac {\mathrm {d} {\boldsymbol {\omega }}}{\mathrm {d} t}}}
Le componenti della velocità assoluta di un punto del corpo sugli assi mobili {\displaystyle x,\ y,\ z} sono date proiettando allora il teorema delle velocità relative:
{\displaystyle \mathbf {v} =\mathbf {v} _{o}+\mathbf {v} _{\theta }={\frac {\mathrm {d} \mathbf {r} _{o}}{\mathrm {d} t}}+{\boldsymbol {\omega }}\times \mathbf {r} }
Chiamando {\displaystyle \mathbf {v} _{o}=\{{\dot {x}}_{o},\ {\dot {y}}_{o},\ {\dot {z}}_{o}\}} la velocità assoluta di traslazione del centro delle velocità{\displaystyle \ O} e {\displaystyle {\boldsymbol {\omega }}=\{\omega _{x},\ \omega _{y},\ \omega _{z}\}} la velocità angolare, le quali hanno componenti sui tre assi di rotazione mobili{\displaystyle \ x,\ y,\ z}, si ha che i valori {\displaystyle {\dot {x}}_{o},\ {\dot {y}}_{o},\ {\dot {z}}_{o},\ \omega _{x},\ \omega _{y},\ \omega _{z}} sono detti parametri del moto rigido. Pertanto, il sistema che si ottiene è:
{\displaystyle \left\{{\begin{aligned}&{\dot {x}}={\dot {x}}_{o}+\omega _{y}(z_{P}-z_{o})-\omega _{z}(y_{P}-y_{o})\\&{\dot {y}}={\dot {y}}_{o}+\omega _{z}(x_{P}-x_{o})-\omega _{x}(z_{P}-z_{o})\\&{\dot {z}}={\dot {z}}_{o}+\omega _{x}(y_{P}-y_{o})-\omega _{y}(z_{P}-z_{o})\\\end{aligned}}\right.}
Che può essere riscritta come relazione tensoriale:
{\displaystyle {\begin{pmatrix}{\dot {x}}\\{\dot {y}}\\{\dot {z}}\\\end{pmatrix}}={\begin{pmatrix}{\dot {x}}_{o}\\{\dot {y}}_{o}\\{\dot {z}}_{o}\\\end{pmatrix}}+\underbrace {\begin{bmatrix}0&-\omega _{z}&\omega _{y}\\\omega _{z}&0&-\omega _{x}\\-\omega _{y}&\omega _{x}&0\\\end{bmatrix}} _{\displaystyle {{\dot {\mathbf {W} }}_{ij}}}\cdot {\begin{pmatrix}x_{p}-x_{o}\\y_{p}-y_{o}\\z_{p}-z_{o}\\\end{pmatrix}}\implies \mathbf {v} _{P}=\mathbf {v} _{o}+{\dot {\underline {\underline {\mathbf {W} }}}}\cdot \mathbf {r} }
dove {\displaystyle {\dot {\mathbf {W} }}_{ij}} è il tensore di velocità angolare. Lo stesso punto subisce un'accelerazione data da:
{\displaystyle \mathbf {a} ={\frac {\mathrm {d} \mathbf {v} }{\mathrm {d} t}}={\frac {\mathrm {d} }{\mathrm {d} t}}\left({\frac {\mathrm {d} \mathbf {r} _{o}}{\mathrm {d} t}}+{\boldsymbol {\omega }}\times \mathbf {r} \right)={\frac {\mathrm {d} ^{2}\mathbf {r} _{o}}{\mathrm {d} t^{2}}}+{\frac {\mathrm {d} {\boldsymbol {\omega }}}{\mathrm {d} t}}\times \mathbf {r} +{\boldsymbol {\omega }}\times {\frac {\mathrm {d} \mathbf {r} }{\mathrm {d} t}}={\frac {\mathrm {d} \mathbf {v} _{o}}{\mathrm {d} t}}+{\boldsymbol {\alpha }}\times \mathbf {r} +{\boldsymbol {\omega }}\times \mathbf {v} _{\theta }=\mathbf {a} _{o}+\mathbf {a} _{\theta }+\mathbf {a} _{n}}
dove il termine {\displaystyle \mathbf {a} _{\theta }} rappresenta l'accelerazione tangenziale, diretta nello stesso verso della velocità tangenziale {\displaystyle \mathbf {v} _{\theta }}, che ne è anche responsabile della variazione in modulo di quest'ultima, mentre il secondo termine {\displaystyle \mathbf {a} _{n}} rappresenta l'accelerazione radiale diretta verso il centro della circonferenza, ed è responsabile della variazione in direzione della velocità tangenziale. In definitiva: 
{\displaystyle \mathbf {a} =\mathbf {a} _{\theta }+\mathbf {a} _{R}={\frac {\mathrm {d} \mathbf {v} }{\mathrm {d} t}}{\hat {\mathbf {T} }}-{\frac {v_{\theta }^{2}}{r}}{\hat {\mathbf {N} }}}
dove {\displaystyle {\hat {\mathbf {T} }}} e {\displaystyle {\hat {\mathbf {N} }}} sono rispettivamente i versori associati alla direzione tangente ed alla direzione radiale della circonferenza descritta dal moto del corpo.

## Dinamica del corpo rigido
Per quanto riguarda la parte dinamica del moto di un corpo rigido, sappiamo che un sistema continuo è soggetto alle equazioni cardinali della dinamica
{\displaystyle \left\{{\begin{aligned}&\mathbf {F} ^{(e)}={\frac {\mathrm {d} \mathbf {p} _{\text{CM}}}{\mathrm {d} t}}=m{\frac {\mathrm {d} \mathbf {v} _{CM}}{\mathrm {d} t}}\\[6pt]&\mathbf {M} ^{(e)}={\frac {\mathrm {d} \mathbf {L} }{\mathrm {d} t}}\end{aligned}}\right.}
dove si introduce il concetto del centro di massa a cui si riferiscono le grandezze associate. A partire da queste equazioni si determina perfettamente la dinamica del corpo rigido. Un corpo rigido è isolato se
{\displaystyle \left\{{\begin{aligned}&\mathbf {F} ^{(e)}={\frac {\mathrm {d} \mathbf {p} _{\text{CM}}}{\mathrm {d} t}}=m{\frac {\mathrm {d} \mathbf {v} _{\text{CM}}}{\mathrm {d} t}}=0\\[6pt]&\mathbf {M} ^{(e)}={\frac {\mathrm {d} \mathbf {L} }{\mathrm {d} t}}=0\end{aligned}}\right.}
e queste equazioni introducono le leggi di conservazione e fanno parte di una branca della meccanica newtoniana detta statica.
Per quanto riguarda la parte energetica del moto di un corpo rigido, l'energia cinetica {\displaystyle T} ha il contributo dell'energia cinetica traslazionale {\displaystyle T_{t}} e di quella rotazionale {\displaystyle T_{r}} in generale, per un moto piano, date da
{\displaystyle T=T_{t}+T_{r}={\frac {1}{2}}mv_{\text{CM}}^{2}+{\frac {1}{2}}I_{\text{CM}}\omega ^{2}}
dove {\displaystyle I_{\text{CM}}} è il momento d'inerzia del corpo rispetto all'asse perpendicolare al piano del moto e passante per il centro di massa, mentre {\displaystyle \mathbf {v} _{\text{CM}}} è la velocità del centro di massa. Si tenga conto anche del fatto che vale il teorema di Huygens-Steiner e il lavoro delle forze interne di un corpo rigido è per il terzo principio della dinamica nullo. Si noti che se il corpo ruota attorno a un asse {\displaystyle {\hat {z}}} non baricentrico, se si indica con {\displaystyle r} la distanza del baricentro dall'asse di rotazione, si ottiene
{\displaystyle T={\frac {1}{2}}(mr^{2}+I_{\text{CM}})\omega ^{2}={\frac {1}{2}}I_{\hat {z}}\omega ^{2}}
essendo {\displaystyle I_{\hat {z}}} il momento d'inerzia rispetto all'asse di rotazione {\displaystyle {\hat {z}}}.

## Esempi
Sono moti rigidi piani quelli in cui il corpo ruota intorno ad un asse fisso e il moto di puro rotolamento, il moto del pendolo composto e quello della trottola.